# Convention sur le consentement au mariage, l'âge minimum du mariage et l'enregistrement des mariages
La Convention sur le consentement au mariage, l'âge minimum du mariage et l'enregistrement des mariages est un traité reconnu par l'Organisation des Nations unies sur les critères du mariage. Préparé par la Commission de la condition de la femme, il devient ouvert aux signatures et aux ratifications le 7 novembre 1962 par la résolution 1763 A (XVII) de l'Assemblée générale des Nations unies. Il entre en vigueur le 9 décembre 1964, conformément à l'article 6. La Convention, signée par 16 pays, est reconnue par 55 parties. La Convention se fonde sur l'article 16 de la Déclaration universelle des droits de l'homme ; elle réaffirme la nécessité de « libre et plein consentement » dans le mariage et demande aux parties de légiférer sur un âge minimum du mariage et de s'assurer que les mariages sont enregistrés.

## Histoire
Le projet initial de cette convention est esquissé dans la Convention supplémentaire sur l'abolition de l'esclavage adoptée par une conférence de plénipotentiaires en 1956. Dans cette convention de 1956 figurent des articles qui déclarent que les mariages précoces et les mariages forcés représentent une forme d'esclavage. L'article 1 de cette convention cite plusieurs types de mariages en les qualifiant d'esclavage. La convention englobe les institutions ou pratiques acceptant un mariage forcé en guise de paiement, le transfert d'une femme depuis sa belle-famille à un tiers, le transfert d'une femme à un tiers après la mort de son époux.
En 1957, la Commission de la condition de la femme demande au Conseil économique et social des Nations unies de s'atteler à son projet de convention. La Commission propose les premières versions, les commentaires et les rectifications lors de sa douzième session en 1958. La Commission de la condition de la femme demande au secrétaire général de préparer une convention et une recommandation sur le sujet.

## Résumé des articles
- Article 1 : les mariages doivent être contractés avec le « libre et plein consentement » des deux parties ;
- Article 2 : les États parties dans la Convention doivent adopter des lois qui réglementent l'âge minimum pour le mariage ;
- Article 3 : les autorités civiles compétentes doivent procéder à l'enregistrement des mariages ;
- Article 4 : la convention est ouverte aux signatures jusqu'au 31 décembre 1963 et soumise à la ratification ;
- Article 5 : la convention est ouverte à l'adhésion de tous les États visés dans l'article 4 ;
- Article 6 : détails sur la date d'adhésion des États parties ;
- Article 7 : processus pour dénoncer la Convention ;
- Article 8 : tout litige au sujet de l'interprétation ou de l'application doit être porté auprès de la Cour internationale de justice ;
- Article 9 : le secrétaire général des Nations unies notifiera les parties concernées concernant les signatures, instruments et dates d'entrée en vigueur de la Convention et les prévenir en cas de dénonciation ou d'abrogation.
- Article 10 : la Convention est publiée en plusieurs langues et confiée aux archives des Nations unies. Le secrétaire général transmettra un exemplaire à toutes les parties concernées[5].

## Effets sur le mariage des enfants
Malgré le déploiement de cette convention, les mariages d'enfants et les mariages forcés perdurent à l'échelle mondiale. En 2020, plus de 12 millions de jeunes filles ont conclu un mariage sous la contrainte.

## Liste des signataires et parties
| Partie                          | Signature        | Ratification, adhésion, succession |
| ------------------------------- | ---------------- | ---------------------------------- |
| Antigua-et-Barbuda              |                  | 25 octobre 1988                    |
| Argentine                       |                  | 26 février 1970                    |
| Autriche                        |                  | 1 octobre 1969                     |
| Azerbaïdjan                     |                  | 16 août 1996                       |
| Bangladesh                      |                  | 5 octobre 1998                     |
| Barbade                         |                  | 1 octobre 1979                     |
| Bénin                           |                  | 19 octobre 1965                    |
| Bosnie-Herzégovine              |                  | 1 septembre 1993                   |
| Brésil                          |                  | 11 février 1970                    |
| Burkina Faso                    |                  | 8 décembre 1964                    |
| Chili                           | 10 décembre 1962 |                                    |
| Côte d'Ivoire                   |                  | 18 décembre 1995                   |
| Croatie                         |                  | 12 octobre 1992                    |
| Cuba                            | 17 octobre 1963  | 20 août 1965                       |
| Chypre                          |                  | 30 juillet 2002                    |
| République tchèque              |                  | 22 février 1993                    |
| Danemark                        | 31 octobre 1963  | 8 septembre 1964                   |
| République dominicaine          |                  | 8 octobre 1964                     |
| Fidji                           |                  | 19 juillet 1971                    |
| Finlande                        |                  | 18 août 1964                       |
| France                          | 10 décembre 1962 | 14 octobre 2010                    |
| Allemagne                       |                  | 9 juillet 1969                     |
| Grèce                           | 3 janvier 1963   |                                    |
| Guatemala                       |                  | 18 janvier 1983                    |
| Guinée                          | 10 décembre 1962 | 24 janvier 1978                    |
| Hongrie                         |                  | 5 novembre 1975                    |
| Islande                         |                  | 18 octobre 1977                    |
| Israël                          | 10 décembre 1962 |                                    |
| Italie                          | 20 décembre 1963 |                                    |
| Jordanie                        |                  | 1 juillet 1992                     |
| Kirghizistan                    |                  | 10 février 1997                    |
| Liberia                         |                  | 16 septembre 2005                  |
| Libye                           |                  | 6 septembre 2005                   |
| Macédoine                       |                  | 18 janvier 1994                    |
| Mali                            |                  | 19 août 1964                       |
| Mexique                         |                  | 22 février 1983                    |
| Mongolie                        |                  | 6 juin 1991                        |
| Monténégro                      |                  | 23 octobre 2006                    |
| Pays-Bas                        | 10 décembre 1962 | 2 juillet 1965                     |
| Nouvelle-Zélande                | 23 décembre 1963 | 12 juin 1964                       |
| Niger                           |                  | 1 décembre 1964                    |
| Norvège                         |                  | 10 sept 1964                       |
| Philippines                     | 5 février 1963   | 21 janvier 1965                    |
| Pologne                         | 17 décembre 1962 | 8 janvier 1965                     |
| Roumanie                        | 27 décembre 1963 | 21 janvier 1993                    |
| Rwanda                          |                  | 26 sept 2003                       |
| Samoa                           |                  | 24 août 1964                       |
| Serbie                          |                  | 12 mars 2001                       |
| Slovaquie                       |                  | 28 mai 1993                        |
| Afrique du Sud                  |                  | 29 janvier 1993                    |
| Espagne                         |                  | 15 avr 1969                        |
| Sri Lanka                       | 12 décembre 1962 |                                    |
| Saint-Vincent-et-les-Grenadines |                  | 27 avr 1999                        |
| Suède                           | 10 décembre 1962 | 16 juin 1964                       |
| Trinité-et-Tobago               |                  | 2 octobre 1969                     |
| Tunisie                         |                  | 24 janvier 1968                    |
| Royaume-Uni                     |                  | 9 juillet 1970                     |
| États-Unis                      | 10 décembre 1962 |                                    |
| Venezuela                       |                  | 31 mai 1983                        |
| Yémen                           |                  | 9 février 1987                     |
| Yougoslavie                     | 10 décembre 1962 | 19 juin 1964                       |
| Zimbabwe                        |                  | 23 novembre 1994                   |